# 34088 Satokosuka
34088 Satokosuka è un asteroide della fascia principale. Scoperto nel 2000, presenta un'orbita caratterizzata da un semiasse maggiore pari a 2,2270267 UA e da un'eccentricità di 0,0810435, inclinata di 1,25490° rispetto all'eclittica.